# Wang (Gaozong)
Wang, född okänt år, död 655, var en kinesisk kejsarinna, gift med kejsar Tang Gaozong.

## Biografi
Wang var Gaozongs hustru av första rangen och utnämndes till hans kejsarinna efter hans tronbestigning. Eftersom hon inte födde någon tronföljare fruktade hon att förlora sin ställning till konkubinen Xiao, som hon betraktade som ett hot, och rekommenderade därför kejsaren att ta Wu Zetian till konkubin i hopp om att distrahera kejsaren från Xiao. Wu Zetian lyckades istället få ett sådant inflytande över kejsaren att hon år 655 kunde få både Wang och Xiao förskjutna och fängslade genom att anklaga dem för häxeri och själv bli kejsarinna, varefter de båda avrättades i fängelset.